# Iglesia de San Sebastián (Cañete la Real)
La Iglesia de San Sebastián de Cañete la Real (España) es una iglesia levantada en 1770. 

## Exterior

### Fachada principal
En la fachada principal destaca la portada de piedra fechada en 1740 y la torre de ladrillos, reconstruida por Ambrosio de Figueroa hacia 1764. Interesante son, así mismo, las fachadas laterales también en piedra. La fachada de ladrillo con un arco de medio punto, en medio una clave y encima de la clave hay 3 medallones del año 1740. Presenta 2 columnas dóricas, entallamiento quebrado y frontón triangular partido. En el ático, una hornacina con la imagen de San Sebastián entre pilastras doble, con frontón enrollado. Y en los pináculos, en medio, un escudo pontificio, volutas (enrolladas). También presenta una inscripción en la que dice: Adorar al Señor en este templo Santo.
La torre situada a los pies del lado de la Epístola tiene forma de prisma rectangular en sus dos primeros cuerpos y con el cuerpo de campana ochavado, se remata con chapitel piramidal de cerámica al modo de la archidiócesis de Sevilla. 
Las campanas se refundieron en 1975, en total son 4, las cuales reciben los nombres de: San Sebastián, Caños Santos, Padre Jesús y Ntra. Sra. del Rosario. Cabe destacar la Matraca que es un instrumento de madera golpeado con martillos, se tocaba en Semana Santa y en señal de duelo. También tenía la dependencia del reloj que tocaba con la campana de San José de 1670, esta dependencia actualmente no existe, hace unos años fue derrumbada.

### Fachadas laterales
Las fachadas laterales son idénticas. Presentan: 2 pilastras dóricas, arquitrave dórico, frontón enrollado rematado con 3 cruces que aluden al calvario, símbolos marianos: El sol y la luna (principio y fin de todo lo creado) y El escudo de San Sebastián y las hojas de palmas que aluden al calvario. Y una inscripción en la que dice: Concebida sin mancha de pecado original.

## Interior

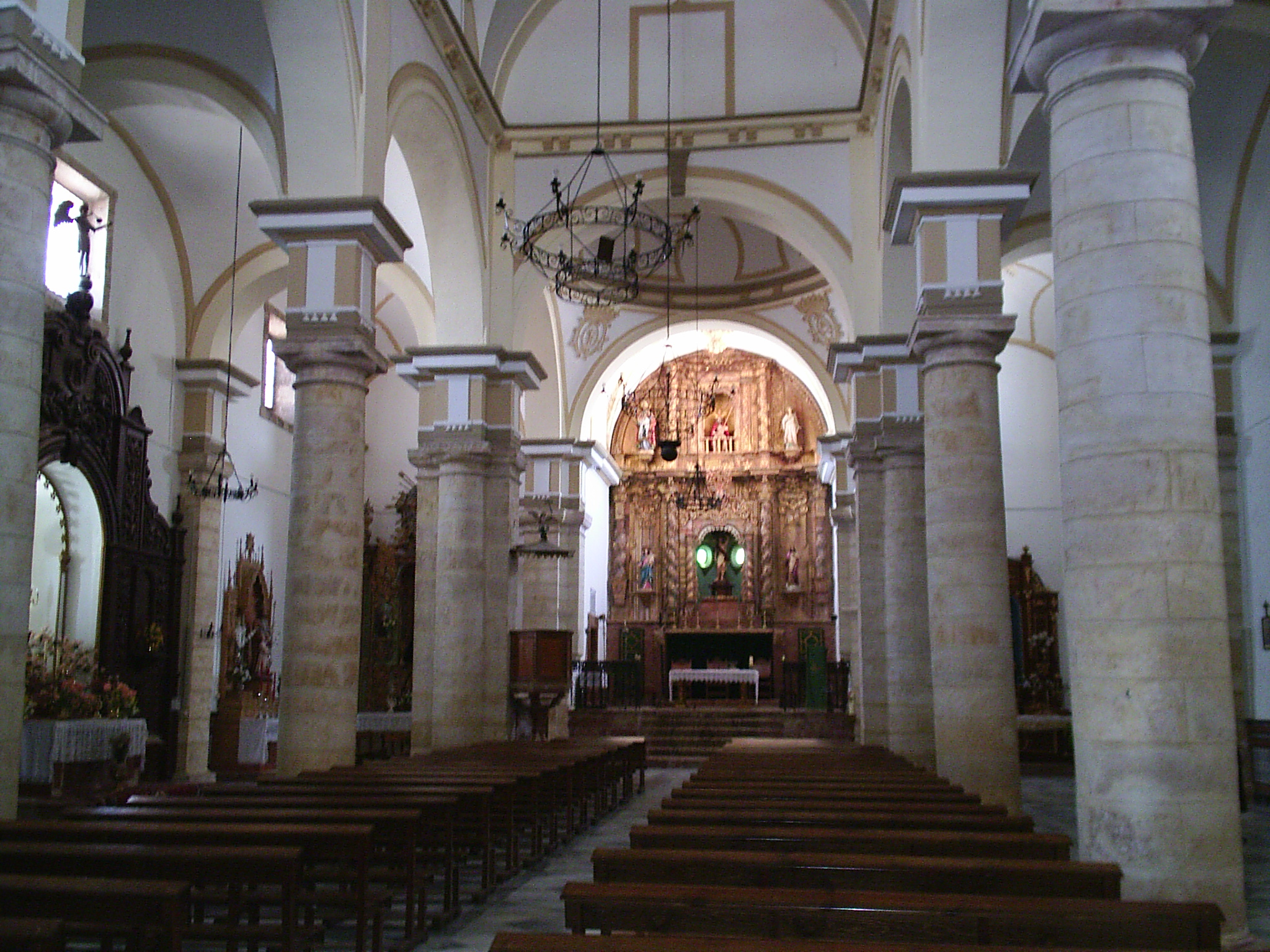
Interior

El interior de la iglesia del siglo XVIII (1717–1797).
La iglesia presenta un desnivel ya que empezaron a construir por el altar. 
El interior presenta una planta rectangular, con tres amplias naves separadas por columnas de estilo toscano; estas naves son: la nave central (que se cubre con bóvedas de medio cañón separadas por arcos fajones), la nave del Evangelio (a la izquierda, cubierta por bóvedas de aristas), y la nave de la Epístola (a la derecha, cubierta por bóvedas de aristas.
Los escalones son de fósiles amonites. El Cancel de estilo barroco del siglo XVIII, de madera policromada decoración con hojas de acanto y 2 escudos pontificios. El primer suelo fue rojo, el segundo de mármol negro y blanco, y el que hay actualmente es gris y blanco formando cruces. La iglesia tenía una Crujía que son barandas de hierro puesta en los bancos por los laterales de la nave central. Las columnas son de estilo toscano, y antiguamente se cubrían con damasco rojo en los días de fiesta.